# Falling Down (chanson d'Oasis)
Pour les articles homonymes, voir Falling Down.
Singles de Oasis
I'm Outta Time
(2008)
Pistes de Dig Out Your Soul
(Get Off Your) High Horse Lady To Be Where There's Life
Falling Down est le dernier single du groupe de rock britannique Oasis, tiré de leur septième et dernier album studio Dig Out Your Soul (2008). Écrit et chanté par le guitariste Noel Gallagher, le single sort le 9 mars 2009. Il atteint la 10e place des ventes au Royaume-Uni la semaine de sa sortie.
Falling Down affiche une amélioration par rapport au single précédent, I'm Outta Time. Celui-ci s'était placé en 12e position du classement, ce qui en faisait le premier single du groupe au Royaume-Uni à ne pas intégrer le top 10 depuis Shakermaker en 1994, contrairement au 22 singles sortis entre ces deux derniers.
Le jeu de batterie et le psychédélisme de la chanson rappellent Tomorrow Never Knows des Beatles. Un extrait de la principale face B du single, Those Swollen Hand Blues, apparaît à la fin de Mucky Fingers qui figure sur le sixième album du groupe, Don't Believe the Truth.
Les paroles "Catch the wheel that breaks the butterfly" font référence aux vers "Who breaks a butterfly upon a wheel?" tiré de Epistle to Dr Arbuthnot de Alexander Pope.
La chanson est sortie en tant que contenu téléchargeable pour le jeu vidéo Guitar Hero World Tour le 29 janvier 2009. La chanson a été utilisée dans la séquence d'ouverture de l'anime Eden of the East.

## Versions alternatives et reprises
Diverses variantes de la chanson ont été produites: 
- Un remix par le bassiste de Marilyn Manson Twiggy Ramirez et le producteur Dave Sardy nommé La Gib Mix.
- Une version de The Prodigy, qui se retrouve sur le single format CD et sur le format numérique.
- Un remix appelé Psychedelic Bubble, par Amorphous Androgynous, qiu a été diffusé sur les vinyles 12 " et également sur le format numérique.
- Un remix de The Chemical Brothers, mis en vedette en tant que face-B du précédent single The Shock Of The Lightning.

## Clip Vidéo
La vidéo montre une femme (jouée par l'actrice Natasha O'Keeffe) faisant partie de la famille royale qui passe son temps dans des fêtes, à s'amuser et à prendre de la drogue. Quand elle rencontre le groupe dans la vidéo, les membres refusent de lui serrer la main en raison de la façon dont elle cache son mode de vie et Noel Gallagher est vu dire "Nah" en tournant le dos avec dédain. On aperçoit le Prince Charles à la fin de la vidéo.

## Liste des titres
Toutes les chansons sont écrites et composées par Noel Gallagher.
- CD single

1. Falling Down (album version) - 4:27
2. Those Swollen Hand Blues - 3:19
3. Falling Down (La Gibb Mix) - 5:12
4. Falling Down (Version de The Prodigy) - 4:27

- Vinyle 7 "

1. Falling Down (album version) - 4:27
2. Those Swolleb Hand Blues - 3:19

- Vinyle 12 "

1. Falling Down ("Amorphous Androgynous Psychedelic Bubble remix") - 22:27

- Format Digital

1. Falling Down (album version) - 4:27
2. Those Swollen Hand Blues - 3:19
3. Falling Down (démo) - 4:00
4. Falling Down (La Gibb Mix)
5. Falling Down (Version de The Prodigy) - 4:27
6. Falling Down ("Amorphous Androgynous Psychedelic Bubble remix") - 22:27

- Single format CD japonais

1. Falling Down (album version) - 4:20
2. Those Swollen Hand Blues - 3:19
3. Falling Down ("Amorphous Androgynous Psychedelic Bubble remix") - 22:27
4. Falling Down (La Gibb Mix) - 5:12
5. Falling Down (La version Prodigy) - 4:27

- Version Collector Limité Japonaise CD

1. Falling Down (Version du clip original)
2. Falling Down (Version du film Eden of the East)